# Certificat d'études musicales, certificat d'études chorégraphiques, certificat d'études théâtrales
Pour les articles homonymes, voir CEM, CEC et CET.
 (août 2025).
Si vous disposez d'ouvrages ou d'articles de référence ou si vous connaissez des sites web de qualité traitant du thème abordé ici, merci de compléter l'article en donnant les références utiles à sa vérifiabilité et en les liant à la section « Notes et références ».
En France, le certificat d'études musicales (CEM), le certificat d'études chorégraphiques (CEC) et le certificat d'études théâtrales (CET) sont des certifications délivrées par un conservatoire à rayonnement régional (CRR), départemental (CRD), communal (CRC) ou intercommunal (CRI), finalisant un parcours non professionnel dans une spécialité musicale (piano, violon…), la danse ou le théâtre.
Ils ne sont pas considérés comme des diplômes, mais attestent d'un certain niveau de pratique artistique au moment de leur obtention. Ils ne peuvent être obtenus qu'à l'issue d'une formation plus ou moins longue dans un conservatoire ayant l'une des classifications susmentionnées.

## Conditions d'accès à la préparation
Le choix d'une ou de plusieurs conditions d'entrée en formation conduisant au CEM, CEC ou CET est défini par le « règlement des études » du conservatoire. Généralement, il y a un âge maximum.
Les candidats à la formation pour le CEC et le CET doivent aussi attester par un certificat médical de la non-contre-indication à la pratique de la danse ou du théâtre.

## Préparation
Le cursus d'études suit officiellement trois cycles d'une durée variable selon la spécialité et le conservatoire. La durée maximale de chaque cycle est définie par le « règlement des études » du conservatoire.

## Obtention
Tous les CRR sont tenus de proposer les trois types de certificat : plusieurs CEM, le CEC et le CET. Cependant, le nombre de spécialités proposées, notamment pour la musique, diffère selon l'établissement.
Les CRD ne proposent que deux types de certificat.
Les CRC et CRI ne proposent qu'un ou deux types de certificat.